# Pico da Caledônia

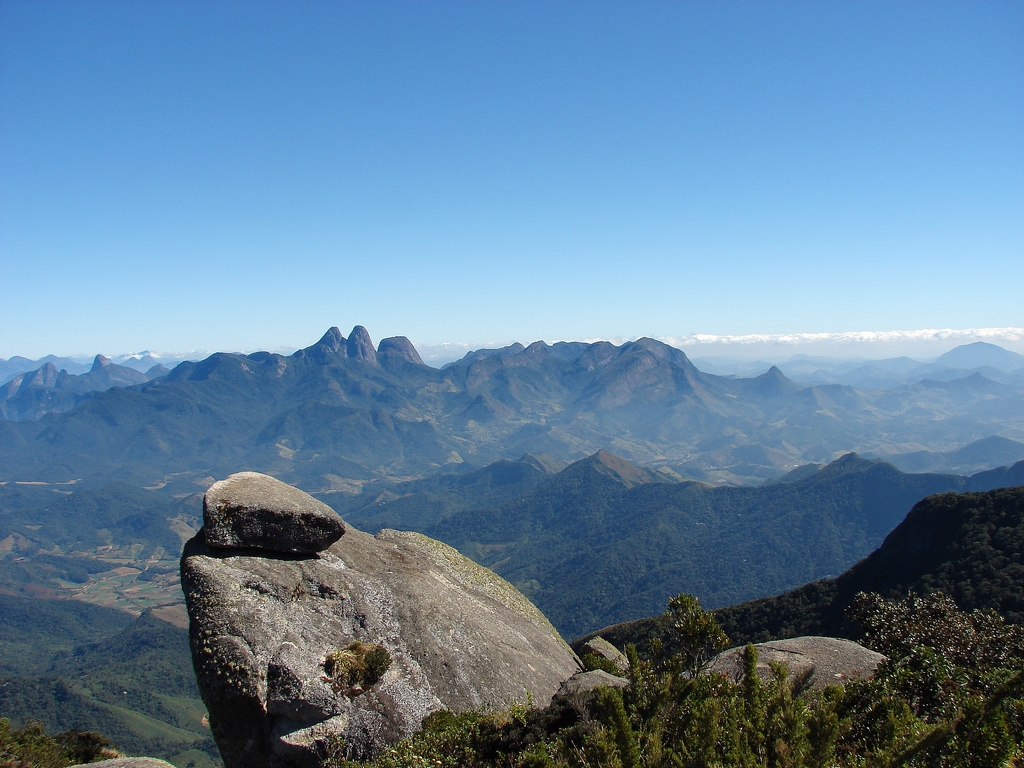
Pedra Coração de Boi, no alto do cume de 2257 metros. Ao fundo pode-se observar os Três Picos.

Pico da Caledônia é uma das maiores elevações da Serra do Mar e que fica situado entre as cidades de Nova Friburgo e Cachoeiras de Macacu, na divisa entre os dois municípios, inserido no Parque Estadual dos Três Picos, no estado do Rio de Janeiro, no Brasil.

## Acesso
O acesso mais conhecido e seguro para o Pico da Caledônia começa no bairro Cascatinha, zona sul de Nova Friburgo. Ao chegar no centro do bairro se dirija à Estrada de São Lourenço, e use como referências no Google, o Parque Municipal Juarez Frotté e em seguida digite por "Escadaria do Pico da Caledônia" e suba a rua direto pela entrada do Caledônia.

## Turismo

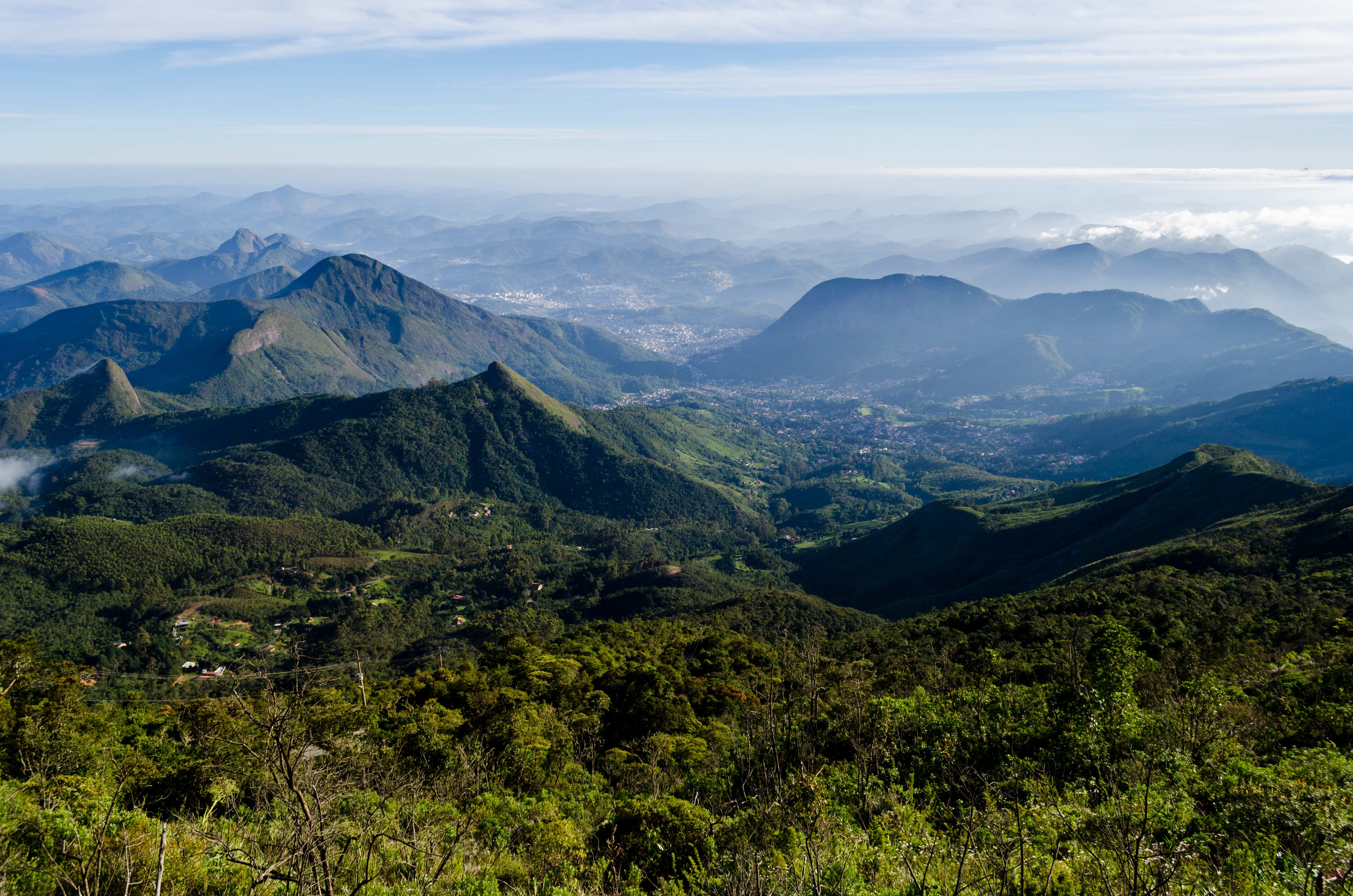
Vista da cidade de Nova Friburgo de cima do Pico da Caledônia

Com 2.257 metros de altitude, possui uma das mais belas vistas de Nova Friburgo e de outras localidades próximas podendo-se até visualizar a Baía de Guanabara e uma parte da cidade do Rio de Janeiro, Região Serrana, Grande Rio (São Gonçalo, Niterói, Itaboraí), Baixada Fluminense (Guapimirim, Magé e Nova Iguaçu), Região dos Lagos como Maricá, Araruama, Cabo Frio em dias mais claros. Pela última carta escala 1:25.000 do IBGE, a altitude do Pico da Caledônia foi atualizada, contendo dois cumes de 2234 metros e 2255 metros, respetivamente o cume sul e o cume norte, e entre eles se distribuem as torres de telecomunicações. A altitude de 2219 metros se refere a antiga carta 1:50.000 do IBGE.
Sendo uma das maiores montanhas do estado do Rio de Janeiro e com uma localização privilegiada, possui torres de transmissão de rádio, responsáveis pelas comunicações da Petrobrás, possibilitando o envio de dados desde a Bacia de Campos até Brasília sem encontrar nenhuma montanha de maior altitude obstruindo as ondas. Possui também uma rampa de asa delta para prática de voo livre.O local também dispõe de pousadas e camping próximos ao cume.

## Clima
O clima local é classificado como mesotérmico brando, com médias próximas a 10 °C. Devido à sua altitude de mais de 2.000 metros, temperaturas negativas e geadas no cume são comuns nos meses mais frios. Em 8 de agosto de 2014, a temperatura mínima pode ter atingido -9 °C. Geralmente, a parte alta da Caledônia pode ficar entre 4 a 8°C mais frio que a região rural de Salinas em Friburgo, durante à noite, e entre 10 a 12°C mais frio, durante o período diurno em média.Em agosto de 2023, o local ganhou sua primeira estação meteorológica extraoficial, na qual afere temperatura, índice de chuva, velocidade dos ventos e entre outros dados climáticos em tempo real. Em 2024, a sensação térmica chegou a 7 graus negativos, segundo a nova estação. Além disso, a geografia da região permite que a sensação térmica chegue a -10°C ou menos, durante as noites mais geladas do ano. Há relatos sobre neve no século passado, entretanto, nunca foi confirmado. Há quem diga que essa suposta ocorrência de neve possa ter sido um nevoeiro congelado ( sincelo ) que visto de longe foi confundido com uma nevada, pois já houve registro de sincelo no Parque Estadual dos Três Picos, segundo a Pesagro. 

## Meio ambiente, geografia e geologia

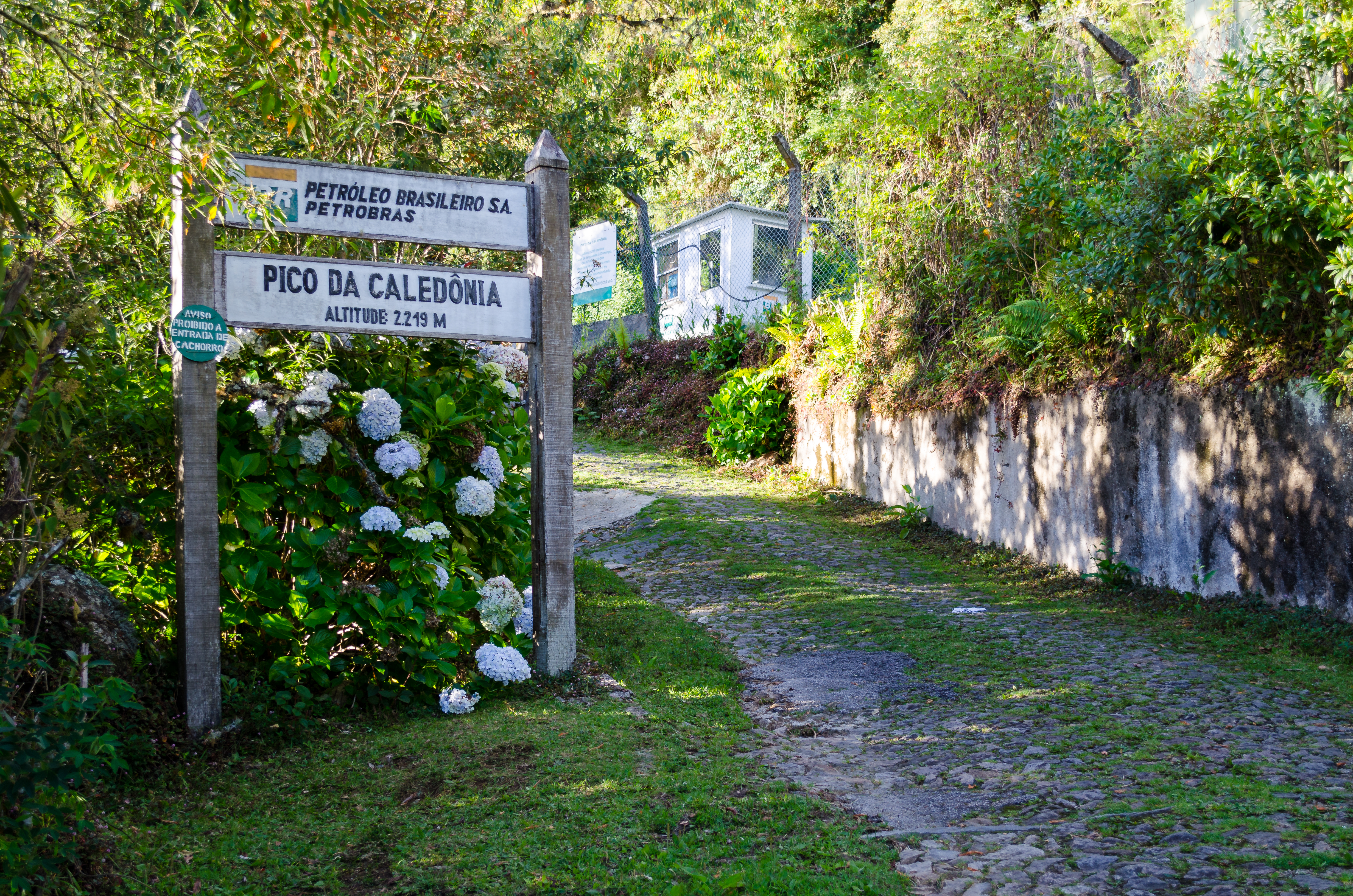
Portaria próximo às escadas do cume do Pico da Caledônia.

Devido à sua importância para o meio ambiente, considerando a existência de muitas nascentes de água e a presença de animais silvestres, foi criada no seu entorno uma área de proteção ambiental pelo município de Nova Friburgo, conhecida como APA do Caledônia. A vegetação predominante é a Floresta Ombrófila Densa Altomontana encontrada somente no alto das montanhas da Serra do Mar, é condicionada por situações ambientais muito singulares,que lhe conferem estrutura e florística exclusivas, em 1984 foram encontradas 12 famílias de hepáticas distribuídas em 16 gêneros e 21 espécies, das quais 2 são citadas pela primeira vez para o Estado e 3 para o Brasil. Porém é possível que essa diversidade tenha diminuído devido à grandes incêndios ocorridos em 2007, 2011 e 2019.
O Maciço da Caledônia além de seu pico principal, possui outros cumes com altitudes superiores a 2000 e 2100 metros, fazendo parte do trecho da Serra do Mar denominado de Serra da Boa Vista, divisor de águas entre a cidade de Nova Friburgo, a região rural de São Lourenço e a nascente do rio Macacu. Esta região foi formada no período do Cambriano ou Câmbrico é o período da era Paleozoica do éon Fanerozoico que está compreendido entre há 542 milhões e 488 milhões de anos, aproximadamente. Por isso esta montanha é formada por rochas muito resistentes.

## Desastre aéreo de 1964
Na noite do dia 4 de setembro de 1964, o avião Vickers Viscount, prefixo PP-SRR, da Vasp, bateu na Pedra do R, no Pico da Caledônia, matando os 39 ocupantes (34 passageiros e 5 tripulantes). O aparelho fazia o percurso Vitória-Rio.
Posteriormente outro desastre aéreo ocorreu no dia 20 de dezembro de 1984, com choque de avião também no Pico da Caledônia, matando todos seus ocupantes, entre eles o jovem zagueiro Figueiredo, do Clube de Regatas do Flamengo.